# Santo Antônio do Jacinto
Santo Antônio do Jacinto è un comune del Brasile nello Stato del Minas Gerais, parte della mesoregione di Jequitinhonha e della microregione di Almenara.